# Leon Chwistek
Leon Chwistek (13. června 1884 Krakov – 20. srpna 1944 Barvicha u Moskvy) byl polský malíř, filosof, matematik a teoretik umění.

## Život
Leon Chwistek byl syn lékaře Bronisława a koncertní klavíristky a malířky Emilie, rozené Majewské. Dětství strávil v Zakopaném. K okruhu jeho přátel patřili mimo jiné Stanisław Ignacy Witkiewicz, Bronisław Malinowski či Karol Szymanowski.
V letech 1903-1904 studoval na Akademii výtvarných umění v Krakově pod vedením Józefa Mehoffera. Studoval také filozofii a matematiku na Jagellonské univerzitě v Krakově. V roce 1906 získal doktorát na základě disertační práce o axiomech.
Od roku 1906 učil matematiku na gymnáziu Jana III. Sobieskiho v Krakově. V letech 1908-1909 pokračoval ve studiu filozofie na univerzitě v Göttingenu. V roce 1910 navštívil Vídeň, kde ho fascinovaly benátské renesanční malby. V letech 1913-1914 studoval v Paříži kreslení. Tam se poprvé setkal s prací kubistů.
V letech 1914–1916 působil jako voják první brigády Polské Legie.
V roce 1917 spoluzaložil polskou skupinu „Ekspresjoniści Polscy”, přejmenovanou v roce 1919 na „Formiści“. Chwistek byl vedoucí teoretik této skupiny. Od roku 1922 učil matematiku na Jagellonské univerzitě, kde také v roce 1928 habilitoval.
Učil, mimo jiné, na Lvovské univerzitě Jana Kazimierze. Po vypuknutí druhé světové války a sovětské okupaci Lvova zůstal na univerzitě. V červnu 1941, těsně před vstupem německých vojsk, byl evakuován ze Lvova sovětskými silami. Od roku 1941 do roku 1943 žil v Tbilisi, kde učil matematickou analýzu, a v roce 1943 v Moskvě. Byl aktivní v Komunistickém svazu polských vlastenců v SSSR. Zemřel v roce 1944.
Jeho žena Olga byla sestrou matematika Hugo Steinhause.
Jako logik Chwistek patřil do jisté míry k tzv. Lvovsko-Varšavské škole, založené Kazimierzem Twardowskim. Jeho koncepce logiky (rozšíření teorie logických typů) byla vytvořena v reakci na díla Bertranda Russella a Henri Poincarého.
Chwistek byl vedoucí teoretik uměleckého hnutí formismu. V malbě žádal spontánní kreativitu. Byl fascinován městem a jeho dynamikou. Značnou oblibu získal jeho obraz „Šermování“ z roku 1919. V letech 1926–1930 vytvořil portréty asi stovky osobností z akademických a intelektuálních kruhů Krakova. Samostatné výstavy jeho obrazů se konaly v roce 1927 v Krakově a v roce 1934 ve Lvově.

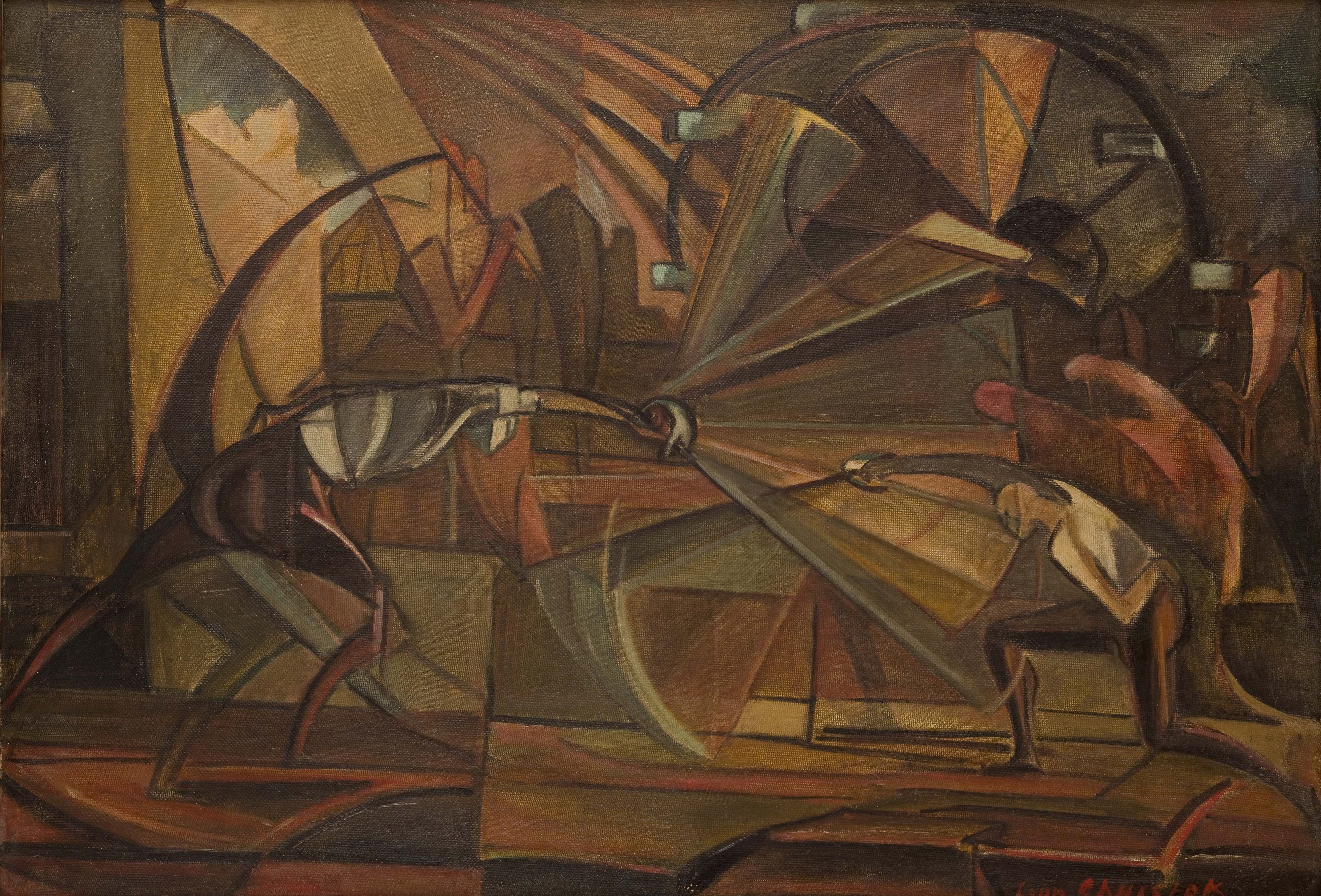
Šermováni 1919
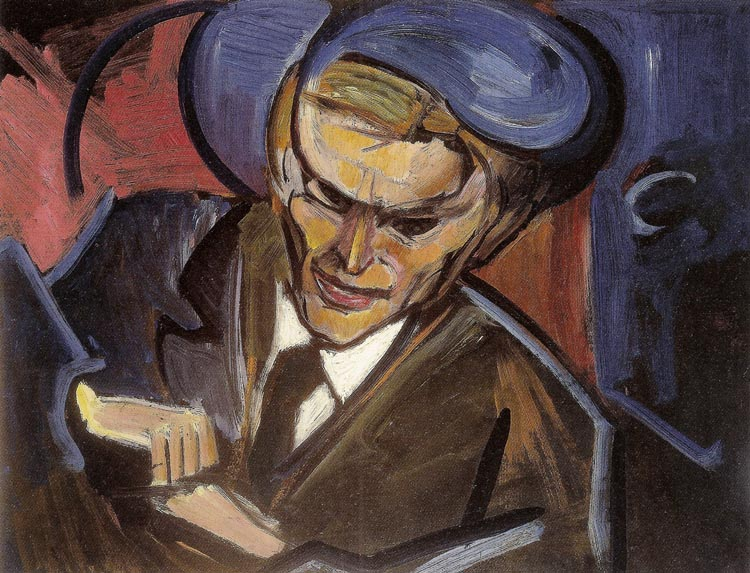
Portrét Tytusa Czyżewskeho 1920
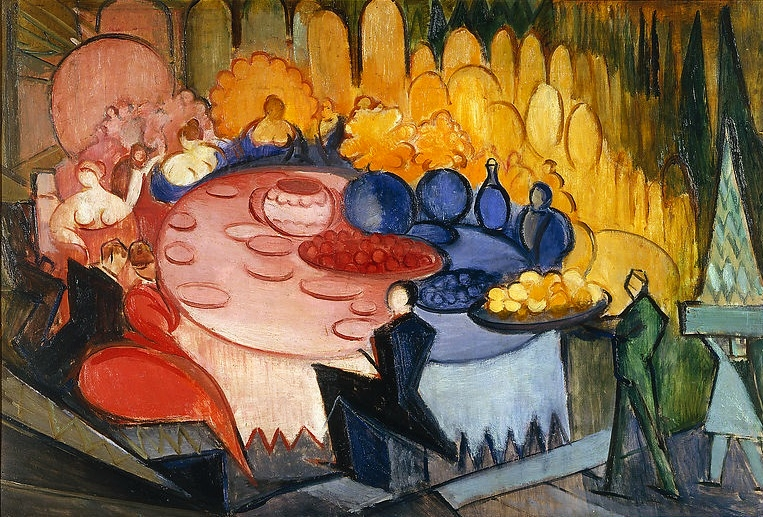
Hostina 1925
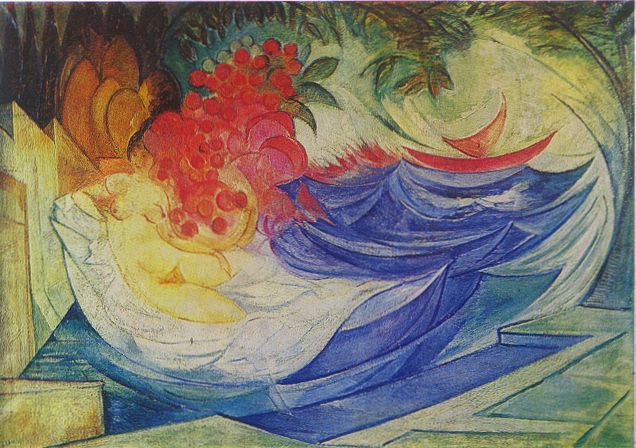
Venus 1928
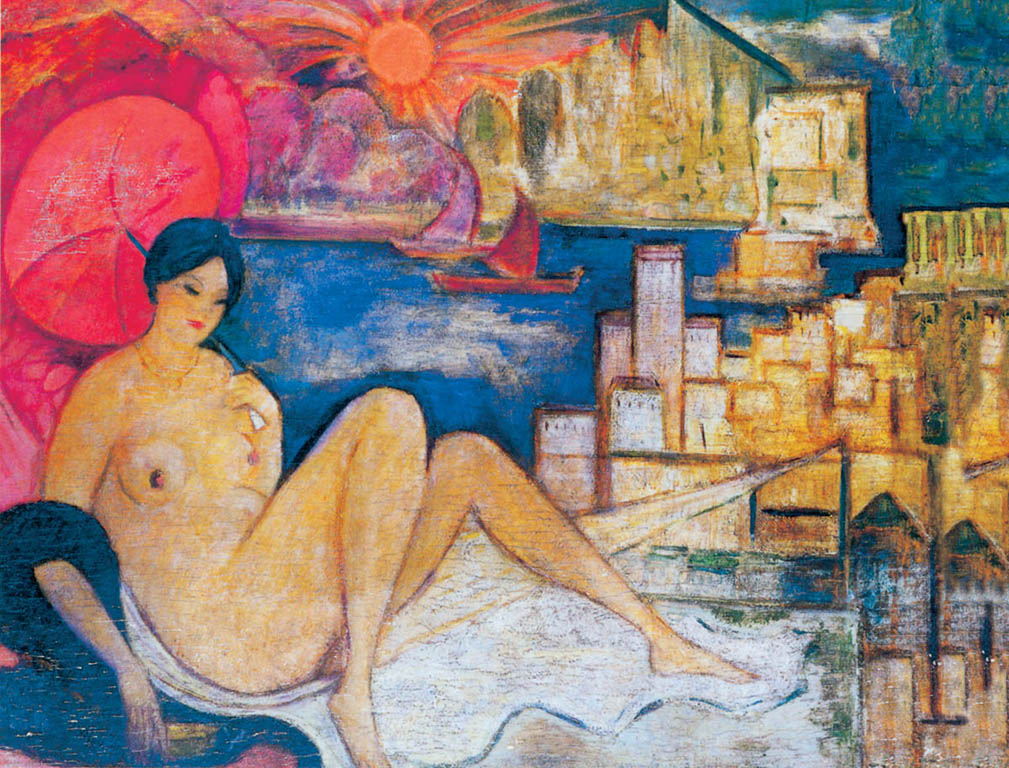
Ženský akt 1939